# Crumpet
Il crumpet è una piccola focaccina alla piastra a base di una pastella non zuccherata di acqua o latte, farina e lievito, consumata nel Regno Unito, in Irlanda, in Canada, Nuova Zelanda e Australia.
I crumpets sono conosciuti come pikelets, un nome utilizzato per riferirsi a un pane più sottile e simile a una frittella.

## Storia ed etimologia
I crumpets sono stati descritti come originari del Galles o come parte della dieta anglosassone, sulla base delle etimologie proposte della parola. In entrambi i casi, il pane era, storicamente, comunemente cotto su una piastra laddove i forni per il pane non erano disponibili. Il bara-planc, o pane alla griglia, cotto su una piastra di ferro sul fuoco, faceva parte della dieta quotidiana in Galles fino al XIX secolo.
Le piccole frittelle ovali cotte in questo modo erano chiamate picklets, un nome usato per la prima ricetta riconoscibile di tipo crumpet, pubblicata nel 1769 da Elizabeth Raffald in The Experienced English Housekeeper. Questo nome deriva dal gallese bara pyglyd o "pane pece [cioè, scuro o appiccicoso]", successivamente abbreviato semplicemente in piglyd.
La parola si diffuse inizialmente nelle Midlands occidentali dell'Inghilterra, dove divenne anglicizzata come pikelet, e successivamente nel Cheshire, nel Lancashire, nello Yorkshire e in altre aree del nord; i crumpets sono ancora chiamati pikelets in alcune aree. La stessa parola crumpet, di origine poco chiara, compare per la prima volta in tempi relativamente moderni; è stato suggerito che si riferisse a una torta accartocciata o arricciata, sulla base di un riferimento isolato del XIV secolo a una "torta crompid".

In alternativa, il crumpet può essere correlato al crempog gallese o crempot, un tipo di pancake; È stata anche suggerita un'etimologia dal termine in lingua francese crompâte, che significa "una pasta di farina fine, leggermente cotta". Tuttavia, un corrispondente di Manchester Notes and Queries nel 1883 affermò che il crampet, come allora era conosciuto localmente, prendeva semplicemente il nome dall'anello di metallo usato per trattenere la pastella durante la cottura.

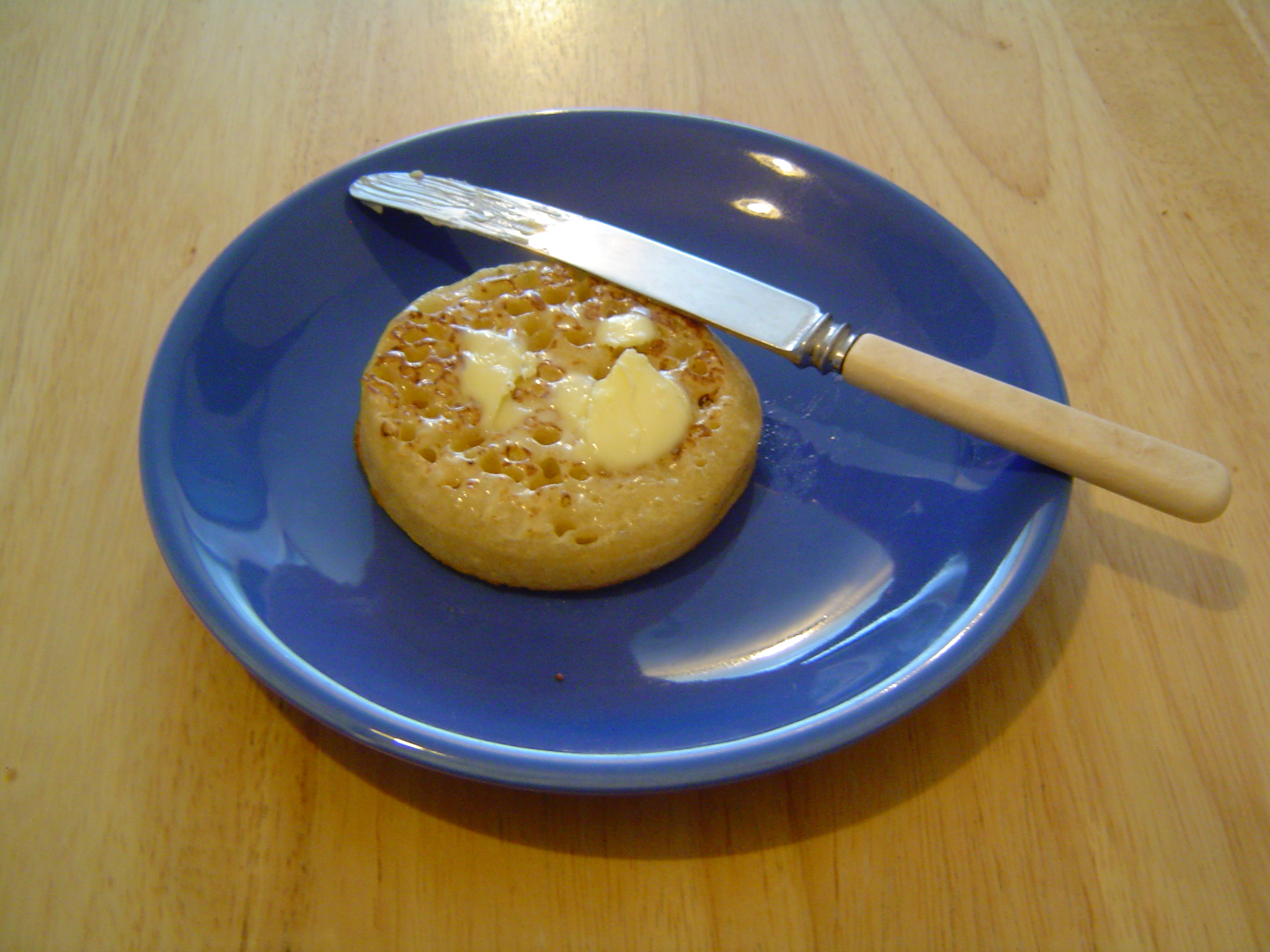
Crumpet. Focaccina inglese

I primi crumpets erano frittelle dure cotte su una piastra, piuttosto che le focaccine morbide e spugnose dell'era vittoriana, che erano fatte con il lievito. Dal XIX secolo, alla pastella veniva solitamente aggiunto anche il bicarbonato di sodio. Nei tempi moderni, la produzione in massa di focaccine da parte di grandi panifici commerciali ha indebolito alcune differenze regionali.

## Caratteristiche

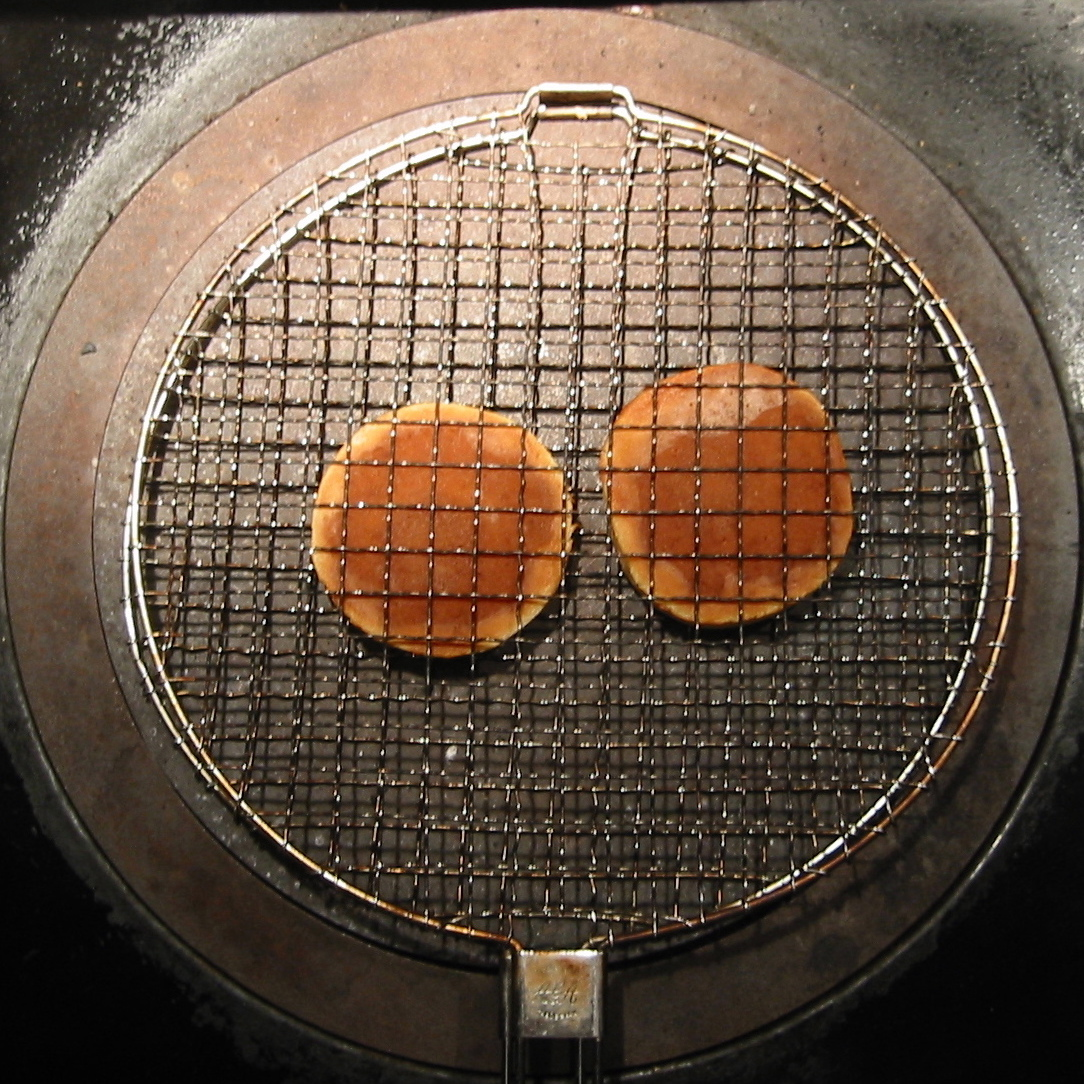
crumpets caldi

I crumpets si distinguono dai muffin essendo fatte di una pastella, piuttosto che di un impasto. I crumpets inglesi sono generalmente circolari,  e hanno circa 8 centimetri di diametro e 2 centimetri di spessore. La loro forma deriva dall'essere trattenuti nella padella/piastra da un anello poco profondo. Hanno come caratteristica una parte superiore piatta con molti piccoli pori e una consistenza spugnosa che consente al burro di permeare.
I crumpets possono essere cotti fino al momento di essere consumati caldi dalla padella, ma vengono anche lasciati leggermente crudi e poi tostati. Mentre le versioni commerciali preconfezionate sono disponibili nella maggior parte dei supermercati, i crumpets fatti in casa hanno una consistenza meno pesante e pastosa. Di solito vengono consumati con del burro o con altri condimenti dolci o salati.
Mentre in alcune zone del paese la parola pikelet è sinonimo di crumpet, in altre (come Staffordshire e Yorkshire) si riferisce a una ricetta leggermente diversa. La differenza sta nel fatto che il pikelet non contiene lievito; è come usare una pastella più sottile di quella del crumpet; in più, essendo cotto senza anello, conferisce alla focaccina un aspetto più piatto. Una ricetta del 1932 per i pikelets dello Staffordshire specifica che erano fatti con farina e latticello, con bicarbonato di sodio come agente lievitante, e suggerisce di cucinarli usando il grasso del bacon.

## Crumpet scozzese

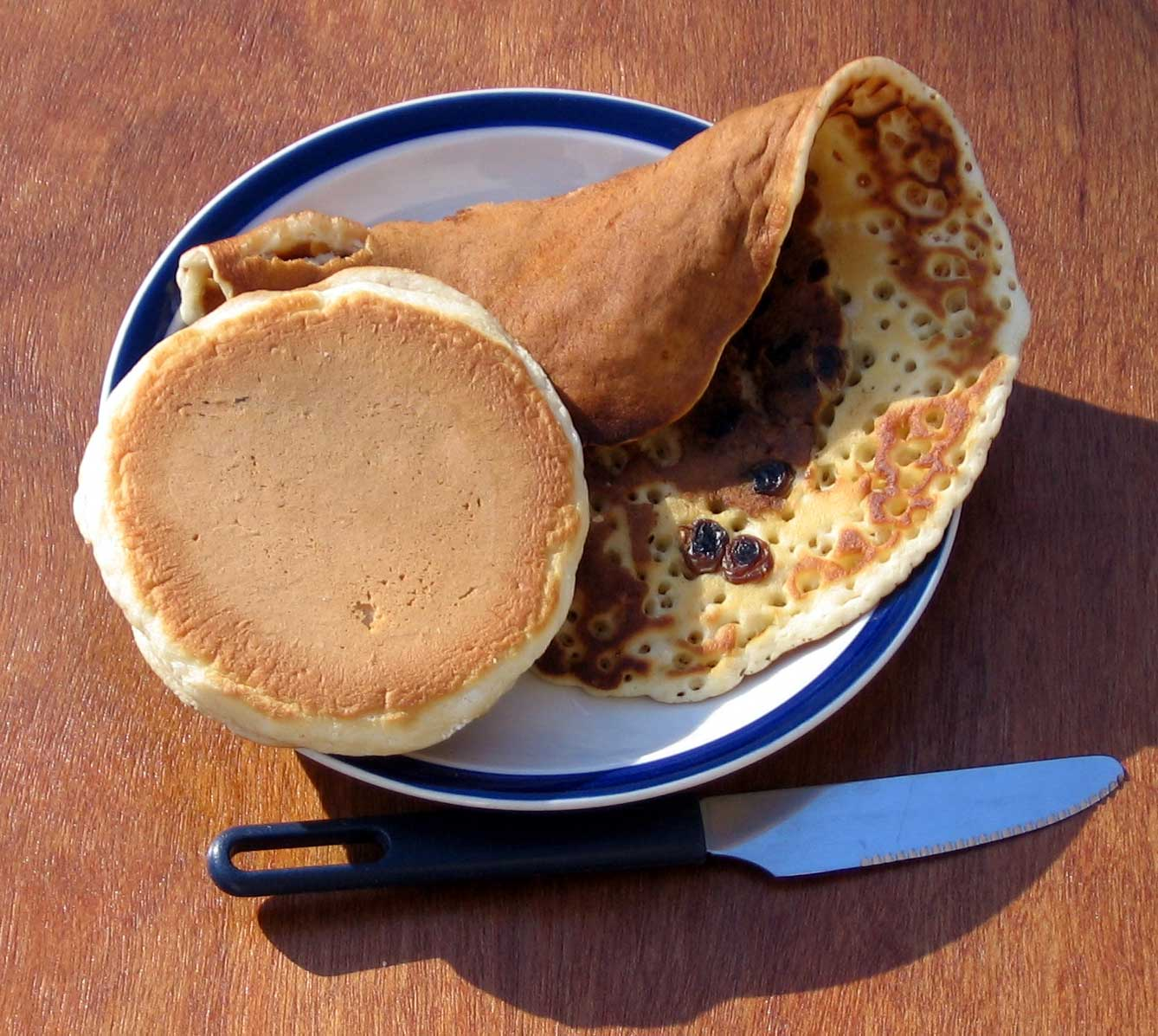
Crumpet scozzese

Un crumpet scozzese è sostanzialmente simile al pikelet appartenente all'Inghilterra settentrionale. È fatto con gli stessi ingredienti di un pancake scozzese e misura circa 180 millimetri in diametro e 8 millimetri in spessore. Si consuma semplice, o come un crumpet alla frutta con uvetta al forno, solitamente fritta in padella. A volte è anche servito con burro e marmellata. Gli ingredienti includono lievito in polvere, uova, farina e latte, che creano una pastella sottile. A differenza di un pancake, viene cotto solo su un lato, ottenendo un lato liscio e scuro dove è stato riscaldato dalla piastra, quindi leggermente cotto sull'altro lato che ha dei buchi dove le bolle sono salite in superficie durante la cottura.

## Crumpet irlandese
Anche se oggigiorno sono relativamente rari in Irlanda, i crumpets erano un tempo prodotti dalla Boland's Bakery a Dublino durante il XIX e gran parte del XX secolo; la ricetta di Boland è stata successivamente utilizzata da una serie di altri panifici. I crumpets irlandesi differivano dalla maggior parte delle ricette britanniche poiché avevano una pastella senza lievito e venivano cotte su entrambi i lati, dando una parte superiore liscia piuttosto che spugnosa.